# 周庄镇 (江阴市)
周庄镇，是中华人民共和国江苏省无锡市江阴市下辖的一个乡镇级行政单位。2019年中国百强乡镇第58名。

## 行政区划
周庄镇下辖以下地区：
南新社区、北新社区、长寿社区、周庄村、金湾村、三房巷村、鸡笼山村、山泉村、华宏村、陶城村、东林村、宗言村、稷山村、倪家巷村、周西村、长乐村、长寿村和长南村。